# Amitostigma simplex
Amitostigma simplex ist eine Pflanzenart aus der Gattung Amitostigma innerhalb der Familie der Orchideengewächse (Orchidaceae). Sie kommt nur in der Volksrepublik China vor und wird dort 磺化物猪蓝,  Huáng huàwù zhū lán genannt.

## Beschreibung

### Vegetative Merkmale
Amitostigma simplex ist eine ausdauernde krautige Pflanze, die Wuchshöhen von 5 bis 14 Zentimetern erreicht und terrestrisch wächst. Sie bildet eiförmige fast kugelige Knollen, die Durchmesser von 4 bis 5 Millimeter aufweisen. Der schlanke, glatte Stängel besitzt nahe seiner Basis zwei röhrenförmige Blattscheiden und darüber ein einzelnes, grundständiges Laubblatt. Der 1,0 bis 2,5 Zentimeter lange Blattstiel ummantelt den Stängel. Die einfache, krautige Blattspreite ist bei einer Länge von 1,5 bis 4,0 Zentimeter und bei einer Breite 3 bis 6 Millimeter länglich-elliptisch mit einem spitzen oder stumpfen oberen Ende.

### Generative Merkmale
Der auf einem unbeblätterten Blütenstandsschaft stehende Blütenstand enthält nur eine aufrechte Blüte. Das bei einer Länge von 6 bis 10 Millimeter lanzettliche Deckblatt ist fast so lang wie der Fruchtknoten.
Der Blütenstiel und Fruchtknoten ist 8 bis 9 Millimeter lang. Die zwittrige Blüte ist zygomorph und dreizählig. Das gelbe und leicht braun gepunktete, dorsale Kelchblatt ist 3,8 bis 6,0 Millimeter lang und 1,3 bis 3,0 Millimeter breit mit stumpfem oberen Ende. Die beiden seitlichen Kelchblätter halbsichelförmig, 4,2 bis 8,0 Millimeter lang und 1,5 bis 5,0 Millimeter breit. Die Kronblätter sind bei einer Länge von 3,7 bis 5,5 Millimetern und einer Breite von 1,8 bis 4,0 Millimetern schräg-oval. Die dreilappige Lippe ist bei einer Länge von 1,0 bis 1,5 Zentimetern im Umriss annähernd eiförmig. Die beiden Seitenlappen sind bei einer Breite von bis zu 9,0 Millimetern länglich-verkehrt-eiförmig; der Mittellappen ist bei einer Breite von bis zu 1,0 Zentimeter, am oberen Ende tief eingeschnitten und am Rand leicht gewellt. Der Sporn ist bei einer Länge von 3 bis 4 Millimetern und einem Durchmesser 1,0 bis 1,3 Millimetern zylindrisch.

## Vorkommen und Gefährdung
Das natürliche Verbreitungsgebiet von Amitostigma simplex liegt in China. Die Art gedeiht an grasigen Hängen in Höhenlagen zwischen 2300 und 4400 Meter im westlichen Sichuan und dem nordwestlichen Yunnan.
Amitostigma simplex gilt gemäß der Roten Liste der IUCN als „endangered“ = „gefährdet“. Amitostigma simplex ist im CITES Appendix II aufgeführt um den Handel weltweit zu vermeiden.

## Taxonomie
Die Erstbeschreibung erfolgte 1940 durch Tsin Tang und Fa Tsuan Wang in Bulletin of the Fan Memorial Institute of Biology, Volume 10, S. 25. Nach R. Govaerts ist sie als Ponerorchis simplex (Tang & F.T.Wang) X.H.Jin, Schuit. & W.T.Jin in die Gattung Ponerorchis zu stellen.